# 莫林根
莫林根（德語：Moringen，發音：[ˈmoːʁɪŋən] ⓘ）是德国下萨克森州诺特海姆县的城市，面积82.39平方千米，2023年12月31日人口为6,956人。